# Corydalis inopinata
Corydalis inopinata là một loài thực vật có hoa trong họ Anh túc. Loài này được Prain ex Fedde mô tả khoa học đầu tiên năm 1925.